# 14 канал (Израиль)
14 канал (ивр. עכשיו 14‎ — «14 сейчас») — израильский телевизионный канал правой и консервативной направленности.

## История
В июне 2014 года он был запущен как «20-й канал», предназначенный, в соответствии с разрешением на вещание, выданным Советом по кабельному и спутниковому вещанию, исключительно для показа передач, посвященных еврейским традициям.
В 2015—2017 годах Совет кабельного и спутникового телевидения несколько раз привлекал «20-й канал» к ответственности за новостные репортажи и интервью, после чего канал смог получить полное разрешение на трансляцию новостей.
В августе 2017 года Совет кабельного и спутникового телевидения снова оштрафовал «Канал 20» за отказ пригласить на дискуссию раввинов реформистского и консервативного направлений.
25 марта 2018 года «20-й канал» запустил регулярное новостное шоу в 20:00 с рейтингом в 3,2 балла, что поставило его на третье место среди конкурентов. 28 ноября 2021 года канал изменил свой номер на 14, что благотворно сказалось на его популярности: канал сразу же добился рейтинга в 4,51. Его передача «Патриоты» с ведущим Иноном Магалем заняла второе место по общеизраильскому рейтингу в своём временном интервале (с 20:45 до 22:00), набрав 6,8% при 240 000 зрителей.
Кампания протеста против судебной реформы 37-го правительства Израиля, поддержанная большинством израильской прессы, способствовала росту популярности 14-го канала, единственного в Израиле, поддерживающего реформу.

## Редакционная политика
14-й канал считается весьма влиятельным на правой стороне политического спектра. Его команда считается близкой к кругам бибистов, ликудников и восточных евреев. По оценке газеты The Jewish Press, «14-й канал представляет собой среднего, светско-традиционного, уважающего религию, скорее политически консервативного израильтянина, голосующего за Ликуд».

## Критика
Телеканал часто подвергается критике слева за агрессивную риторику в адрес левых политиков и палестинских террористов, пренебрежительное, по мнению критиков, отношение к международному праву, и призывы к проведению Израилем политики, более независимой от США.